# Montacchita
Montacchita è una frazione del comune italiano di Palaia, nella provincia di Pisa, in Toscana.

## Geografia fisica
Il borgo di Montacchita è situato in Valdera sulla cima di una collina di marna cerulea conchigliare, posto alla destra del torrente Roglio. Il paese si affaccia sulla piana dove sorge Forcoli, e confina a ovest con la piccola frazione di Montechiari.
Montacchita dista circa 8 km dal capoluogo comunale e poco più di 40 km da Pisa.

## Storia
Il territorio di Montacchita risulta abitato già in epoca etrusca di età arcaica (VI-V secolo a.C.), come dimostrano alcuni ritrovamenti che denotano la presenza di un insediamento di una certa importanza nel punto di confine tra Pisa e Volterra. Montacchita nacque come borgo castellano in epoca altomedievale, in cima al quale era situata la rocca. Trasformata nei secoli successivi in villa fortificata, fu proprietà della facoltosa famiglia Bianconi di Pisa, ed è documentata almeno fino alla fine del XVIII secolo. Giovanni Targioni Tozzetti, nelle sue Relazioni d'alcuni viaggi fatti in diverse parti della Toscana (1768), lo descrive come «piccolo castello de' signori Bianconi di Pisa, la villa de' quali comprende l'antico cassero. Il castello, e principalmente questa villa, è situata in un'altissima cima, e gode aria sottilissima, con una vastissima veduta». La villa col cassero sarà demolita nei decenni successivi, e già nel 1839 il Repetti riporta la testimonianza del castello scomparso.

## Monumenti e luoghi d'interesse

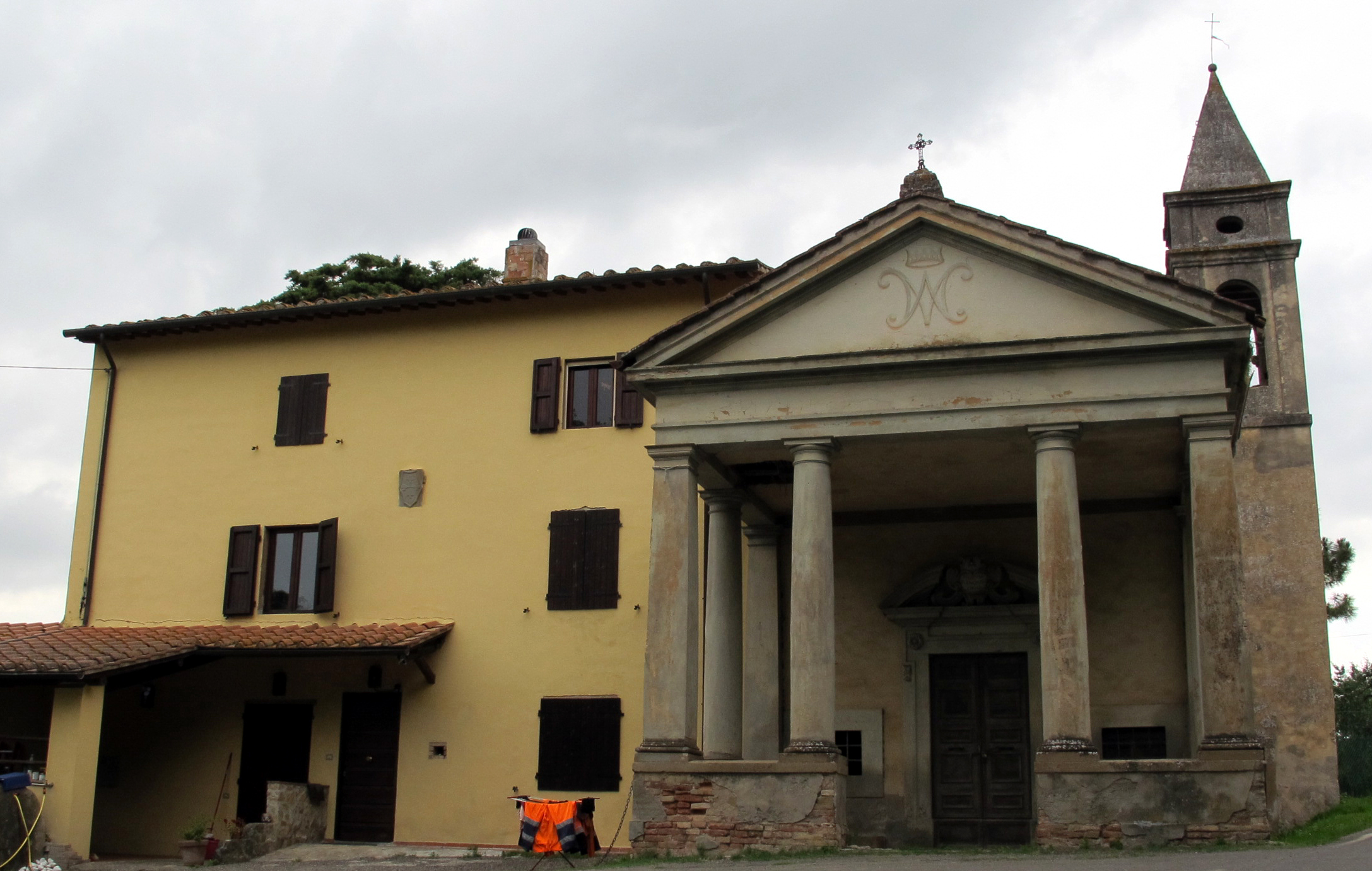
La chiesa della Madonna della Neve

### Architetture religiose
L'edificio di culto di maggior rilievo della frazione è la chiesa della Madonna della Neve, situata poco fuori dal paese, lungo la strada che da Montacchita scende verso Forcoli. La chiesa risale al XVIII secolo e presenta una facciata preceduta da un porticato con grande timpano sorretto da un colonnato, mentre sulla destra svetta il campanile a cuspide. Al centro del borgo è invece situata la piccola chiesa della Natività di Maria.

### Siti archeologici
A Montacchita sono stati individuati alcuni resti di archeologia industriale, perlopiù strutture produttive di laterizi, ovvero fornaci documentate tra la fine del Medioevo e l'età moderna poste solitamente nei pressi di ville padronali, in quanto costruite in funzione dei cantieri per l'edificazione della villa stessa e poi mantenute anche successivamente per scopi di manutenzione. Resti di queste strutture sono state localizzate principalmente in tre settori del paese: la più importante lungo la strada che da Montacchita conduce a Montechiari, un'altra su di un terrazzamento a nord-ovest del borgo ed una terza individuata durante alcuni lavori all'impianto fognario di fronte alla chiesa della Madonna della Neve, probabilmente in origine cantiere di costruzione della chiesa stessa.